# Маккинни, Джон
Джон Пол Маккинни (англ. John Paul McKinney; род.13 июля 1935, Честер, Пенсильвания — 25 сентября 2018, Бонита Спрингс, Флорида) — американский баскетбольный тренер Национальной баскетбольной ассоциации (НБА). В качестве главного тренера «Лос-Анджелес Лейкерс» представил динамичный стиль игры, который стал известен как «Шоутайм» (англ. Showtime). Однако его единственный сезон в «Лейкерс» закончился преждевременно после несчастного случая на велосипеде. Маккинни перешел в команду «Индиана Пэйсерс» и в 1981 году был признан лучшим тренером года НБА. Он также тренировал «Канзас-Сити Кингз» (теперь известную как «Сакраменто Кингз»). Кроме того, он работал ассистентом тренера в «Милуоки Бакс» и «Портленд Трэйл Блэйзерс».

## Ранние годы
Маккинни родился в Честере, штат Пенсильвания, в семье Пола Маккинни, детектива, и Джен Макмахон, домохозяйки. Он учился в школе Сент-Джеймс в Честере, где играл в баскетбол под руководством тренера Джека Рэмси. Он получил высшее образование в 1953 году.

## Карьера в Университете Сент-Джозеф
Маккинни учился в Университете Сент-Джозеф в Филадельфии. Он отыграл три сезона за команду «Ястребов», которых также тренировал Джек Рэмси. Он также был членом команды по легкой атлетике.

## Тренерская карьера
После пяти лет работы в своей альма-матер Сент-Джозеф в качестве ассистента под руководством Рэмси, в течение одного сезона в 1965-66 годах Маккинни был главным тренером в Университете Томаса Джефферсона. В 1966 году он вернулся в Сент-Джозефс, сменив ушедшего Рэмси на посту главного тренера.
Маккинни является членом Зала славы Сент-Джозеф. Спортивные обозреватели Филадельфии также назвали его Восточным тренером года за его сезон 1973/74, когда «Ястребы», которым предсказывали плохой год после перехода Майка Бантома в НБА и Пэта Макфарланда в Американскую баскетбольную ассоциацию (АБА), провели звездный сезон, выиграв свою конференцию и получив право на участие в постсезоне. Однако он был уволен после поражения в первом круге мужского баскетбольного турнира первого дивизиона NCAA 1974 года. Его увольнение вызвало демонстрацию более 500 студентов.
Маккинни был помощником тренера НБА в командах «Милуоки Бакс» и «Портленд Трэйл Блэйзерс» и выиграл чемпионат НБА с «Трэйл Блэйзерс» под руководством Рэмси в 1976/77 годах. Рэмси называл Маккинни «архитектором нападения», а его жена Клэр говорила, что Маккинни считал работу в «Блэйзерс» главным событием в своей карьере. Свою первую работу главного тренера в НБА он получил в 1979/80 годах в «Лос-Анджелес Лейкерс». Владелец Джерри Басс, который недавно приобрел команду, хотел, чтобы игры были зрелищными, и нанял тренера для реализации «бегущего нападения». Маккинни поставил новичка Мэджика Джонсона ростом 6 футов 9 дюймов (2,06 м), который, по мнению некоторых, должен был играть нападающего, на позицию разыгрывающего, хотя занимавший эту должность Норм Никсон уже был одним из лучших в лиге.
8 ноября 1979 года «Лейкерс» вели со счетом 9-4 после 13 игр, когда Маккинни получил почти смертельную травму головы после падения во время катания на велосипеде. Помощник тренера Пол Уэстхед, который также работал под руководством Маккинни в Университете Сент-Джозефе, был назначен временным главным тренером. Однако длительность восстановления и сомнения в полном восстановлении умственных способностей Маккинни в сочетании с уровнем успеха команды под руководством Уэстхеда в конечном итоге означали, что Маккинни никогда не получит шанс вернуться на работу. Уэстхед продолжал использовать нападение Маккинни, творческое и спонтанное нападение, которое стало известно как «Шоутайм» (англ. Showtime). Команда закончила сезон с положительным результатом 60-22. «Лейкерс» вышли в финал НБА в том же году, когда Маккинни был уволен (в середине серии 13 мая 1980 года). «Лейкерс» выиграли серию, завоевав свой первый из пяти титулов НБА за девять сезонов, и наняли Уэстхеда на постоянной основе.
Пэт Райли, сменивший Уэстхеда на посту тренера «Лейкерс», выиграл с командой четыре титула и стал тренером, который ассоциируется с понятием «Шоутайм Лейкерс». Однако Норм Никсон считает Маккинни создателем «Шоутайма». «Об этом никогда нельзя забывать», — сказал Никсон. По словам Райли, Маккинни «мог бы выиграть пять или шесть титулов за „Лейкерс“ в 80-х», если бы не несчастный случай. Маккинни был тактичен в своих комментариях на эту тему. «Я просто предложил несколько идей, которые были приняты, а остальное зависело от Пола, Пэта и нескольких отличных игроков», — сказал он.
В следующем сезоне 1980/81 годов Маккинни пришел в команду «Индиана Пэйсерс». В своем первом сезоне Маккинни был назван тренером года НБА, после того, как помог «Пэйсерс» впервые выйти в плей-офф с тех пор, как бывшая команда Американской баскетбольной ассоциации (АБА) присоединилась к НБА во время слияния АБА и НБА в 1976 году. Однако в течение следующих трех сезонов результаты команды ухудшились, и Маккинни был уволен после того, как «Пэйсерс» показали худший результат в лиге в сезоне 1983/84. Вскоре он был нанят на должность главного тренера команды «Канзас-Сити Кингз», но ушел в отставку 18 ноября 1984 года, после того как команда начала сезон 1984/85 годов с отрицательной разницей побед и поражений 1-8. После этого он навсегда оставил тренерскую деятельность, сославшись на постоянные проблемы с памятью, а также на то, что больше не испытывает страсти к профессии.

## Последующие годы
После ухода с тренерской работы Маккинни вместе с семьей вернулся в родную Пенсильванию. Он работал торговым представителем в крупной компании по продаже спортивных товаров, а также иногда подрабатывал в качестве аналитика на трансляциях «Филадельфия Севенти Сиксерс». По его словам, он получал предложения вернуться на тренерскую работу, но так и не принял ни одного из них. В конце концов, он и его жена уехали на пенсию во Флориду.
В 2005 году Маккинни в соавторстве написал книгу о своем опыте работы в Университете Сент-Джозеф и пожертвовал 10 процентов выручки университету.
Маккинни умер 25 сентября 2018 года в хосписе в Бонита-Спрингс, Флорида, в возрасте 83 лет.